# Erik Hahn
Erik Hahn (ur. 25 września 1970) – wschodnioniemiecki, a potem niemiecki zapaśnik walczący w stylu klasycznym. Olimpijczyk z Atlanty 1996, gdzie zajął czwarte miejsce w kategorii do 74 kg.
Szósty na mistrzostwach świata w 1995. Brązowy medalista mistrzostw Europy w 1996 i Igrzysk wojskowych w 1995. Wojskowy wicemistrz świata w 1991 i 1997. Czwarty i piąty w Pucharze Świata w 1995. Trzeci na MŚ juniorów w 1988 roku.
Mistrz Niemiec w 1992, 1993, 1995, 1997, 1998, 1999 i 2000 roku.